# Meet Oliver Nelson
Meet Oliver Nelson è il primo album da leader di Oliver Nelson, pubblicato dalla New Jazz Records nel 1959. Il disco fu registrato il 30 ottobre dello stesso anno al Rudy Van Gelder Studio di Englewood Cliffs, New Jersey (Stati Uniti).

## Tracce
Lato A
1. Jams and Jellies – 7:03 (Oliver Nelson)
2. Passion Flower – 6:51 (Billy Strayhorn, Milt Raskin)
3. Don't Stand Up – 3:44 (Oliver Nelson)

Durata totale: 17:38
Lato B
1. Ostinato – 5:31 (Oliver Nelson)
2. What's New? – 6:53 (Bob Haggart, Johnny Burke)
3. Booze Blues Baby – 6:32 (Oliver Nelson)

Durata totale: 18:56

## Musicisti
- Oliver Nelson - sassofono tenore
- Kenny Dorham - tromba
- Ray Bryant - pianoforte
- Wendell Marshall - contrabbasso
- Art Taylor - batteria